# Merkava
Merkava (hebrejski: מרכבה, bojna kola) je glavni borbeni tenk izraelske vojske i predstavlja ponos izraelske vojne industrije. Merkava je nastala na iskustvu oklopnog ratovanja i prilagođena je izraelskim potrebama tj. pustinjskim uvjetima ratovanja. Sastavljen je većinom od američkih dijelova, a korišteni su i neki britanski i francuski sustavi.  Tenk je namijenjen defenzivnim zadacima no sukobi u Libanonu 1982. su dokazali da nije loš ni u ofenzivi. 

## Dizajn
Merkava ima originalni dizajn, zbog odluke da se motor ugradi u prednji dio tijela. Tradicionalni tenkovi imaju motor u stražnjem dijelu tijela zato što većina pogotka u tenk dolazi s prednje strane, pa izravan pogodak uništava cijeli pogonski sustav. No zbog takve konstrukcije posada je dodatno zaštićena što Merkavu čini najsigurnijim tenkom. Kupola je sprijeda zašiljena i sliči obliku školjke. Sve verzije merkave imaju kupolu stavljenu više straga  (zbog motora sprijeda). Merkava je od svojeg razvoja imao veliku težinu (preko 60 tona) i pokretljivost nije bila previše važna zato što je zamišljena kao defenzivni tenk.

## Razvoj
Ideja o Merkavi krenula je 1960-ih. Izraelski stručnjaci 1965. godine osmisle tenk Sabra(na hebrejskom: zavičajan). Tijekom dizajniranja platforme za novi tenk, Britanci traže pomoć od Izraela da zajedno razviju novi tenk, britanski Chieftain. Prva dva prototipa stigla su u Izrael na testiranja 1967. i izrael je zatvorio Sabra program.  Zbog pritiska Ujedinjenog Kraljevstva prototipovi su vraćeni u englesku 1969. godine, a Izrael je izgubio 5 godina za razvoj vlastitog tenka. Nakon tog incidenta Izrael je ponovno pokrenuo razvoj tenka koji je trebao imati visoke standarde u zaštiti posade. Godine 1974. završeni su prvi prototipovi. Prve fotografije novog tenka objavljene su 14. svibnja 1977. u jednom američkom časopisu. Godinu kasnije napravljeno je prvih 30 serijskih Merkava koje su predane vojsci za početnu obuku jedinica.

## Merkava 1
Merkava 1 je prvi serijski izraelski tenk. Imao je težinu od 63 tone (to je bila velika težina za to vrijeme) i Dieselov motor snage 900 ks s omjerom snage i težine od 14 ks/t. Glavno oružje bio je top sa 105 mm (licencirana kopija britanskog L7). Imao je još i dvije strojnice 7.62 mm i 60 mm minobacač. 
Merkava je prvi put korišten 1982. u Libanonskom ratu u kojem je sudjelovalo 180 Merkava. Nakon rata napravljene su mnoge promjene i otklonjeni nedostaci. U tom ratu Merkava 1 je bez problema uništavao sirijske T-62 i T-72 tenkove.

## Merkava 2
Merkava 2 je uvedena u postrojbe izraelske vojske u travnju 1983. godine. Novi tenk je bio prilagođen urbanom ratovanju, a težina i motor ostali su isti kao kod prethodnika. Merkava 2 koristi isti 105 mm top i 7,62 mm strojnicom, a 60 milimetarski minobacač je sada smješten unutar kupole i pokreče se automatski. Napravljena su i manja poboljšanja na SUP-u.

### Verzije
- Merkava 2B – s termalnom optikom i poboljšanim sustavom za upravljane paljbom (SUP)
- Merkava 2C – unaprijeđena kupola za zaštitu iz zraka
- Merkava 2D – moderniji kompozitni oklop tijela i kupole

## Merkava 3
Merkava 3 je uvedena u službu u prosincu 1989. godine. Promijenjeni su motor, glavni top, i sigurnosni sustav. Kao glavno naoružanje uzet je Rheinmetall L44 top 120 mm dužine cijevi 44 kalibra koji je razvijen u Njemačkoj. Ugrađen je snažniji Dieselov motor koji razvija 1200 ks. Zbog novog topa i motora težina se povećala na 65 tona. Maksimalna brzina s novim motorom je 60 km/h. Ostala napravljena poboljšanja su:
- Vanjski dvosmjerni telefon za sigurnu komunikaciju između tenkova i pješaštva
- Poboljšan spremnik municije za smanjenjem pregrijavanja i mogućnost eksplozije
- Postavljen novi oklop koji se brzo i lako zamjeni novim

### Merkava 3 BAZ
Merkava 3 BAZ imao je mnoga poboljšanja, uključujući:
- Poboljšani sustav upravljanja paljbom (SUP) koji omogućuje gađanje pokretnih meta iz pokreta
- NBC zaštitni sustav
- Lokalno razvijeni klima uređaj
- Dodatna poboljšanja u balističkoj zaštiti
- Merkava 3D imao je dodatni kompozitni oklop na kućištu i kupoli

### Dor-Dalet
Posljednja generacija tenka Merkava 3 nazvana je Dor-Dalet (hebrejski: četvrta generacija) koji je ustvari bio prototip za izgradnju Merkave 4.

## Merkava 4
Merkava 4 je najnovija generacija tenka Merkava i njegov razvoj je počeo 1999. godine.  Serijska proizvodnja počela je 2003. godine. Jedan je od najboljih tenkova u svijetu.
Novi model ima bolji sustav paljbe (SUP) i prilagođen je urbanoj borbi. S novim sustavom moguće je gađati helikoptere osobito ruski helikopter Mi-24 kojeg koriste Izraelski susjedi. Dodan je i digitalni prikaz bojišta sličan onom na Leclercu. Prikazuje položaj otkrivenih protivničkih ciljeva i susjednih tenkova što smanjuje rizik od otvaranje vatre na prijateljski tenk.  
Streljivo je pohranjeno u posebne protupožarne posude koje su zaštita od eksplozije streljiva. 

## Vozila napravljena na temelju Merkave

### Merkava LIC
To su Merkave tenkovi koji su pretvoreni za urbano ratovanje. LIC znači niski intenzitet sukoba. Ti tenkovi su sposobni boriti se protiv gerilaca, i ostalih uličnih ratova.

### Merkava Tenkbulenc
To je izvedba teškog ambulantnog vozila koji nije naoružan. Temeljna zadaća mu je prijevoz i pružanje pomoć ranjenicima. Može djelovati na prvim crtama bojišnice. Ima stražnja vrata što pojednostavljuje ulazak u vozilo.

### Merkava IFV Namer
Namer je teški oklopni transporter napravljen na temelju tijela tenka Merkava IV. Naoružan je 12,7 mm Katlanit RCWS, 7,62 mm strojnicom i bacačima dimne zavjese. Umjesto 12,7 mm strojnice može se ugradit Mk 19 automatski bacač granata.

### Merkava Howitzer Sholef
Merkava Howitzer Sholef je samohodni top 155 mm koji je postavljen na tijelo Merkave. Domet mu je veći od 45 km. Može gađati i iz pokreta. Napravljena su dva prototipa. Dosad nije ušao u serijsku proizvodnju.

## Vanjske poveznice
- (en) http://www.fprado.com/armorsite/Mekava.htm  Arhivirana inačica izvorne stranice od 18. kolovoza 2012. (Wayback Machine)
- (en) http://www.voodoo.cz/merkava/  Arhivirana inačica izvorne stranice od 7. studenoga 2005. (Wayback Machine)
- (hr) http://www.hrvatski-vojnik.hr/hrvatski-vojnik/1572007/tenkovi.asp  Arhivirana inačica izvorne stranice od 14. ožujka 2008. (Wayback Machine)
- (en) http://www.fas.org/man/dod-101/sys/land/row/merkava.htm
- (en) http://www.militaryfactory.com/armor/detail.asp?armor_id=39
- (en) http://www.globalsecurity.org/military/world/israel/merkava.htm
- (en) http://www.israeli-weapons.com/weapons/vehicles/tanks/merkava/MerkavaMk3.html